# Еребру (аеропорт)
Аеропорт Еребру (швед. Örebro flygplats) (IATA: ORB, ICAO: ESOE) розташований за 10 км на південний захід від Еребру та є 23-м за пасажирообігом аеропортом Швеції та четвертим за вантажообігом. 
Його було відкрито в 1979 році. 
У 2013 році аеропорт обслужив 101 669 пасажирів 

## Авіалінії та напрямки

### Пасажирські
| Авіакомпанія      | Пункт призначення                         |
| ----------------- | ----------------------------------------- |
| Jet Time          | Сезонний чартер: Гран-Канарія             |
| Ryanair           | Лондон–Станстед                           |
| Sunclass Airlines | Сезонний чартер: Пальма-де-Майорка, Родос |
| TUI fly Nordic    | Сезонний чартер: Гран-Канарія             |

### Вантажні
| Авіакомпанія | Пункт призначення  |
| ------------ | ------------------ |
| Amapola Flyg | Мальме, Сундсвалль |

## Статистика
Див. джерело запитів Вікіданих та джерела.